# Tony Mauricio
Tony Mauricio (Limoges, 22 marzo 1994) è un ex calciatore francese di origini portoghesi, di ruolo centrocampista.